# Hymenophyllum antillense
Hymenophyllum antillense là một loài thực vật có mạch trong họ Hymenophyllaceae. Loài này được (Jenman) Jenman miêu tả khoa học đầu tiên năm 1890.